# Суроушкин, Николай Григорьевич
Николай Григорьевич Суроушкин (22 мая 1920, Самарская губерния — 10 июля 1970) — заряжающий 120-мм миномета 88-го гвардейского стрелкового полка 33-й гвардейской стрелковой дивизиигвардии красноармеец — на момент представления к награждению орденом Славы 1-й степени.

## Биография
Родился 22 мая 1920 года в селе Озерецкое Приволжского района Самарской области. Окончил 5 классов. Работал токарем-фрезеровщиком на заводе имени Масленникова в городе Куйбышеве.
В сентябре 1940 года был призван в Красную Армию. На фронте в Великую Отечественную войну с октября 1942 года. Весь боевой путь прошел в составе 88-го гвардейского стрелкового полка 33-й гвардейской стрелковой дивизии. Боевое крещение получил под Сталинградом. Участвовал в боях за освобождение Южной Украины, Крымского полуострова.
1-9 мая 1944 года, в боях на подступах к городу Севастополю, гвардии красноармеец Суроушкин в составе расчета подавил 5 огневых точек, подбил автомашину с военным имуществом, истребил до взвода противников. В одном из боев заряжающий соседнего расчета в запарке боя загнал в ствол сразу три мины. Возникла угроза уничтожения всей батареи. Суроушкин, проявив инициативу, смог разрядит опасный миномет и спасти оружие.
Приказом от 25 мая 1944 года гвардии красноармеец Суроушкин Николай Григорьевич награждён орденом Славы 3-й степени.
После окончания боев в Крыму дивизия была переброшена на 1-й Прибалтийский фронт. Здесь минометчик Суроушкин участвовал в освобождении Прибалтики, в боях в Восточной Пруссии.
26-27 июля 1944 года в бою в 15 км южнее поселка Науяместис гвардии красноармеец Суроушкин с бойцами в том же боевом составе уничтожил 2 миномета, 3 пулеметные точки, подорвал 5 бронетранспортеров, несколько автомашин, разрушил НП, вывел из строя большое количество вражеской пехоты.
Приказом от 28 октября 1944 года гвардии красноармеец Суроушкин Николай Григорьевич награждён орденом Славы 2-й степени.
31 января — 5 февраля 1945 года у населенного пункта Гросс-Фридрихсберг гвардии красноармеец Суроушкин, действуя в составе минометного расчета, подавил огонь батареи противника, 3 вражеских пулеметных точки, подбил 3 автомашины с военным грузом, истребил до взвода пехоты.
Указом Президиума Верховного Совета СССР от 19 апреля 1945 года за мужество, отвагу и бесстрашие, проявленные в боях с вражескими захватчиками гвардии красноармеец Суроушкин Николай Григорьевич награждён орденом Славы 1-й степени. Стал полным кавалером ордена Славы.
В 1946 году был демобилизован.
Вернулся на родину. Жил в городе Куйбышев. Работал слесарем на Средневолжском станкозаводе. Скончался 10 июля 1970 года.
Награждён орденами Славы 3-х степеней, медалями, в том числе медалью «За отвагу».